# Lithocarpus keningauensis
Lithocarpus keningauensis är en bokväxtart som beskrevs av Julia och Soupadmo. Lithocarpus keningauensis ingår i släktet Lithocarpus och familjen bokväxter. Inga underarter finns listade.